# Панамериканский чемпионат по дзюдо 2013
Панамериканский чемпионат по дзюдо 2013 года прошёл в городе Сан-Хосе (Коста-Рика) 18 — 20 апреля. В соревнованиях участвовали 206 спортсменов из 22 стран.

## Медалисты

### Мужчины
| Категория    | Золото                                    | Серебро                      | Бронза                                                    |
| ------------ | ----------------------------------------- | ---------------------------- | --------------------------------------------------------- |
| до 55 кг     | Кельвин Васкес · Доминиканская Республика | Адонис Диас · США            | Кристиан Тоала · Эквадор Армандо Майта · Венесуэла        |
| до 60 кг     | Фелипе Китадай · Бразилия                 | Набор Кастильо · Мексика     | Абель Монтеро · Доминиканская Республика Ник Коссор · США |
| до 66 кг     | Луис Ревите · Бразилия                    | Патрик Гагне · Канада        | Чарльз Чибана · Бразилия Брэдфорд Болен · США             |
| до 73 кг     | Николас Дельпополо · США                  | Магдиэль Эстрада · Куба      | Бруно Мендоза · Бразилия Алехандро Клара · Аргентина      |
| до 81 кг     | Виктор Пеналбер · Бразилия                | Антуан Валуа-Фортье · Канада | Трэвис Стивенс · США Джонатан Фернандес · США             |
| до 90 кг     | Аслей Гонсалес · Куба                     | Тиагу Камилу · Бразилия      | Александр Эмонд · Канада Джекоб Ларсен · США              |
| до 100 кг    | Ренан Нуньес · Бразилия                   | Хосе Арментерос · Куба       | Дилявер Шейхислямов · Канада Лучано Корреа · Бразилия     |
| свыше 100 кг | Рафаэль Силва · Бразилия                  | Оскар Брайсон · Куба         | Рамон Флорес · Мексика Алекс Мендоса · Куба               |

### Женщины
| Категория   | Золото                        | Серебро                     | Бронза                                                  |
| ----------- | ----------------------------- | --------------------------- | ------------------------------------------------------- |
| до 44 кг    | Милагрос Гонсалес · Венесуэла | Эвелин Родригес · Гватемала | Эстефания Сориано · Доминиканская Республика            |
| до 48 кг    | Сара Менезес · Бразилия       | Даярис Местре · Куба        | Паула Парето · Аргентина Эдна Каррильо · Мексика        |
| до 52 кг    | Янет Акоста · Куба            | Лус Ольвера · Мексика       | Моника Эрнандес · Мексика Эрика Миранда · Бразилия      |
| до 57 кг    | Рафаэла Силва · Бразилия      | Марти Мэллой · США          | Мелисса Родригес · Аргентина Кетлейн Квадрус · Бразилия |
| до 63 кг    | Марисет Эспиноза · Куба       | Кэтрин Кампос · Бразилия    | Ханна Мартин · США Диана Веласко · Колумбия             |
| до 70 кг    | Келита Зупанчич · Канада      | Оникс Алдама · Куба         | Юри Альвеар · Колумбия Кайла Харрисон · США             |
| до 78 кг    | Майра Агиар · Бразилия        | Кэтрин Робердж · Канада     | Кейви Пинто · Венесуэла Эми Коттон · Канада             |
| свыше 78 кг | Идалис Ортис · Куба           | Хейди Эбрю · Куба           | Мелисса Мойка · Пуэрто-Рико Рошель Нуньес · Бразилия    |

## Медальный зачёт
| Место           | Страна                   | Золото | Серебро | Бронза | Всего |
| --------------- | ------------------------ | ------ | ------- | ------ | ----- |
| 1               | Бразилия                 | 8      | 2       | 6      | 16    |
| 2               | Куба                     | 4      | 6       | 1      | 11    |
| 3               | Канада                   | 1      | 3       | 3      | 7     |
| 4               | США                      | 1      | 2       | 7      | 10    |
| 5               | Венесуэла                | 1      | 0       | 2      | 3     |
| 5               | Доминиканская Республика | 1      | 0       | 2      | 3     |
| 7               | Мексика                  | 0      | 2       | 4      | 6     |
| 8               | Гватемала                | 0      | 1       | 0      | 1     |
| 9               | Аргентина                | 0      | 0       | 3      | 3     |
| 10              | Колумбия                 | 0      | 0       | 2      | 2     |
| 11              | Пуэрто-Рико              | 0      | 0       | 1      | 1     |
| 11              | Эквадор                  | 0      | 0       | 1      | 1     |
| Всего стран: 12 | Всего стран: 12          | 16     | 16      | 32     | 64    |